# Leucania cinereicoli
Leucania cinereicoli är en fjärilsart som beskrevs av Walker 1858. Leucania cinereicoli ingår i släktet Leucania och familjen nattflyn. Inga underarter finns listade i Catalogue of Life.